# クリフ・コーザー
クリフ・コーザー（Cliff Couser、1971年5月18日 - ）は、アメリカ合衆国の男性プロボクサー。K-1への出場経験がある。自称マイク・タイソンの弟。

## 来歴

### プロボクシング
- 1993年7月31日、アメリカでプロデビュー。

### K-1
- 2004年3月14日、初参戦となったK-1で宮本正明と対戦し、判定負け。

## 戦績
- プロボクシング: 50戦 26勝 14KO 20敗 2分 2NC
- プロキックボクシング: 1戦 1敗

| 勝敗 | 対戦相手 | 試合結果       | 大会名                        | 開催年月日    |
| ×    | 宮本正明 | 3R終了 判定0-3 | K-1 BEAST 2004 〜新潟初上陸〜 | 2004年3月14日 |

## 獲得タイトル
- NAMA北米ヘビー級王座